# Резолюция Совета Безопасности ООН 847
Резолюция Совета Безопасности Организации Объединённых Наций 847 (код — S/RES/847), принятая 30 июня 1993 года подтвердила резолюцию 743 (1992) и последующие резолюции, касающиеся Сил ООН по защите (UNPROFOR), совет осудил военные нападения в Хорватии и Боснии и Герцеговине и продлил мандат UNPROFOR до 30 сентября 1993 года.
Была подчеркнута важность поиска политических решений различных конфликтов на территории бывшей Югославии, а также обеспечения доверия и стабильности в Бывшей Югославской Республике Македония. Совет также подтвердил территориальную целостность государств-членов, где были развернуты миротворческие силы. Резолюция также призвала все стороны достичь соглашения о мерах по укреплению доверия в Хорватии, включая открытие железной дороги между Загребом и прибрежным городом Сплит, шоссе между Загребом и Жупаньей и нефтепровода Адриатики, обеспечение бесперебойного движения через пролив Масленица, восстановление подачи электроэнергии и воды во все регионы Хорватии и охраняемые ООН районы.
Совет объявил о своей решимости обеспечить безопасность и свободу передвижения UNPROFOR, действующего на основании главы VII Устава ООН, его мандат был продлен, а к Генеральному секретарю ООН Бутросу Бутросу-Гали была обращена просьба представить доклад о выполнении настоящей резолюции.